# Little Eva
Little Eva, geboren als Eva Narcissus Boyd, (Belhaven, 29 juni 1943 - Kinston, 10 april 2003) was een Amerikaans zangeres, bekend om haar hit The Loco-Motion uit 1962. Hoewel sommige bronnen beweren dat haar artiestennaam werd geïnspireerd door een personage uit de roman Uncle Tom's Cabin, verklaarde ze in een interview dat ze vernoemd was naar haar tante, wat haar familie ertoe bracht haar Little Eva te noemen.

## Carrière
Boyd werd geboren in Belhaven, North Carolina in 1943 en had twaalf broers/zussen. Op vijftienjarige leeftijd verhuisde ze naar de wijk Brighton Beach in Brooklyn en zong daar in het kerkkoor. Als tiener werkte Boyd als dienstmeisje en verdiende ze extra geld als babysitter voor de songwriters Carole King en Gerry Goffin. Ze kreeg de kans om mee te werken als backgroundzangeres bij opnamen van Ben E. King en The Cookies.
Er wordt vaak beweerd dat Goffin en King geamuseerd waren door Boyds specifieke dansstijl, dus schreven ze The Loco-Motion voor haar en lieten het haar opnemen als een demo (de plaat was bedoeld voor Dee Dee Sharp).  Muziekproducent Don Kirshner van Dimension Records was onder de indruk van het nummer en de stem van Boyd en liet het uitbrengen. Het nummer bereikte in 1962 nummer 1 in de Verenigde Staten. Er werden meer dan een miljoen exemplaren van verkocht en het werd bekroond met een gouden schijf. Na het succes van The Loco-Motion werd Boyd getypeerd als een dansgekke zangeres en kreeg beperkt materiaal.
In hetzelfde jaar schreven Goffin en King He Hit Me (And It Felt Like a Kiss) (uitgevoerd door The Crystals) nadat ze ontdekten dat Boyd regelmatig werd geslagen door haar vriend. Toen ze vroegen waarom ze zo'n behandeling tolereerde, antwoordde Eva zonder te knipperen met de ogen dat de acties van haar vriend waren ingegeven door zijn liefde voor haar.
Andere opnamen van Boyd waren Keep Your Hands Off My Baby, Let's Turkey Trot en een remake van de standard Swinging on a Star van Bing Crosby, opgenomen met Big Dee Irwin (hoewel Boyd niet op het label werd vermeld). Boyd nam ook het nummer Makin' With the Magilla op voor een aflevering van de Hanna-Barbera-tekenfilmserie The Magilla Gorilla Show uit 1964.
In 1963 contracteerde American Bandstand Boyd voor Dick Clarks Caravan of Stars nationale Amerikaanse tournee en ze zou optreden voor de 15e show van de tournee, gepland voor de nacht van 22 november 1963 in het Memorial Auditorium in Dallas, toen plotseling het vrijdagavond-evenement werd geannuleerd, enkele ogenblikken nadat de Amerikaanse president John F. Kennedy werd vermoord, terwijl hij door Dallas toerde in een open autocaravan.
Boyd bleef toeren en opnemen gedurende de jaren 1960, maar haar commerciële potentieel kelderde na 1964. Ze trok zich terug uit de muziekindustrie in 1971. Boyd bezat nooit de rechten op haar opnamen. Hoewel het heersende gerucht in de jaren 1970 was dat ze slechts $ 50 had ontvangen voor The Loco-Motion, lijkt het erop dat $ 50 eigenlijk haar weeksalaris was op het moment dat ze haar platen maakte (een stijging van $ 15 ten opzichte van wat Goffin en King haar hadden betaald als oppas). Berooid keerde Boyd met haar drie jonge kinderen terug naar North Carolina, waar ze in de vergetelheid leefden.
Geïnterviewd in 1988 na het succes van de Kylie Minogue-opname van The Loco-Motion, verklaarde Boyd dat ze de nieuwe versie niet leuk vond, echter de op dat moment huidige populariteit stelde haar in staat om een comeback te maken in de showbusiness.
Boyd keerde terug naar liveoptredens met andere artiesten van haar tijd in het cabaret- en oldiescircuit. Ook nam ze af en toe nieuwe nummers op.
Het enige bestaande beeldmateriaal van Little Eva die Loco-Motion uitvoert, is een kleine clip van de ABC-liveshow Shindig! uit de jaren 1960, waarin ze een korte versie van de clip zong samen met de beroemde danspasjes. Ze zong ook Let's Turkey Trot en het nummer I Want You to Be My Boy van The Exciters in dezelfde aflevering. Dit tv-programma was een van Boyds laatste optredens tot 1988, toen ze begon op te treden in concerten met Bobby Vee en andere zangers. Tijdens een concert van Richard Nader in 1991 speelde ze Loco-Motion en Keep Your Hands Off My Baby. Het concert werd gedeeltelijk gedocumenteerd op videoband, zij het van marginale kwaliteit.

## Privéleven en overlijden
Vanaf 1962 was ze getrouwd met James Harris, met wie ze twee dochters en een zoon had.
In haar laatste jaren vocht ze tegen kanker, wat haar dwong zich terug te trekken uit de openbaarheid. 
In 2003 overleed ze op 59-jarige leeftijd in het Lenoir Memorial Hospital van Kinston.

## Discografie

### Singles
- 1962:	The Loco-Motion
- 1962:	Keep Your Hands Off My Baby
- 1963:	Let's Turkey Trot
- 1963:	Swinging on a Star
- 1963:	Old Smokey Locomotion
- 1963: What I Gotta Do (To Make You Jealous)
- 1963: Let's Start the Party Again
- 1963: I Wish You a Merry Christmas (met Big Dee Irwin)
- 1964: Makin' with the Magilla
- 1965: Wake Up John
- 1965: Stand by Me
- 1966: Bend It
- 1967: Take a Step in My Direction
- 1968: Get Ready-Uptight (als Little Eva Harris)
- 1970: Mama Said
- 1970: Night After Night

### Studioalbums
- 1962: Llllloco-Motion
- 1963: Swinging on a Star (met Big Dee Irwin)

### Compilaties
- 1988: The Best of Little Eva
- 1991: Greatest Hits and Rare Items
- 1996: The Loco-Motion
- 1997: Lllllittle Eva! The Complete Dimension Recordings

- Bibliothèque nationale de France: cb13896702w (data)
- Gemeinsame Normdatei: 134369114
- International Standard Name Identifier: 0000 0001 1494 9506
- Library of Congress Control Number: n95049273
- MusicBrainz: 531643e6-b3ba-4c7f-9d0d-f2831dc42317
- Nationale Bibliotheek van Tsjechië: xx0201879
- Nederlandse Thesaurus van Auteursnamen: 244711992
- SNAC: w6sg6d3c
- Virtual International Authority File: 88075959